# 铁山街道 (大连市)
铁山街道，是中华人民共和国辽宁省大連市旅顺口区下辖的一个乡镇级行政单位。

## 行政区划
铁山街道下辖以下地区：
凤河社区、韭菜房村、金家村、牧羊城村、柏岚子村、对庄沟村、王家村、张家沟村、郭家村、张家村、南鸦户嘴村、中鸦户嘴村、北鸦户嘴村、杨树沟村、大刘家村和陈家村。